# Berezuvatka, Ustînivka
Berezuvatka (în ucraineană Березуватка) este un sat în comuna Krînîciuvatka din raionul Ustînivka, regiunea Kirovohrad, Ucraina.

## Demografie
Componența lingvistică a localității Berezuvatka
     Ucraineană (91,61%)
     Rusă (5,67%)
     Belarusă (2,49%)
     Alte limbi (0,23%)
Conform recensământului din 2001, majoritatea populației localității Berezuvatka era vorbitoare de ucraineană (91,61%), existând în minoritate și vorbitori de rusă (5,67%) și belarusă (2,49%).